# Daceton
Daceton es un género de hormigas perteneciente a la familia Formicidae, categorizado en la tribu Attini. Fue descrito por Perty en 1833.

## Especies
- Daceton armigerum (Latreille, 1802)
- Daceton boltoni Azorsa & Sosa-Calvo, 2008